# Rhitymna saccata
Rhitymna saccata är en spindelart som beskrevs av Järvi 1914. Rhitymna saccata ingår i släktet Rhitymna och familjen jättekrabbspindlar. Inga underarter finns listade i Catalogue of Life.